# 天然ビターチョコレート
『天然ビターチョコレート』（てんねんビターチョコレート）は、芦原妃名子による日本の漫画。『別冊少女コミック』（小学館）にて、2001年4月号から2002年4月号まで連載された。全12話。単行本は別コミフラワーコミックスより全3巻。

## ストーリー
小学校・中学校と振られ続けの遠藤千夏は、高校入学初日にテニス部2年の葛西由行に一目惚れ。早速テニス部に入部したものの、練習はきつく上下関係も厳しい上、由行にはあっさり振られてしまう。それでも由行を自分に振り向かせようと奮闘するが……。

## 登場人物
遠藤 千夏（えんどう ちなつ）
本作の主人公。高校1年生。身の丈にあった恋を見つけるよう友達に言われるほどミーハーな面もあるが、恋に対して一直線。由行に一目惚れしてテニス部に入部するものの、あっさり振られた上に彼女がいることを知る。実家は酒屋で、日用雑貨店を営む室田家とは家族ぐるみの付き合い。
葛西 由行（かさい よしゆき）
前年のインターハイでベスト8まで勝ち進んだテニス部のエース。高校2年生。プロになることが目標だが、母子家庭のため金銭面で問題があり、母方の祖父の援助を受けるためインターハイ優勝を目指す。
室田 育（むろた いく）
千夏の幼なじみ。高校1年生。中学では野球部マネージャーと付き合っていたが、その居心地への違和感から千夏への気持ちに気付く。1年生ながら野球部レギュラー入りを目指す。
神田 椿（かんだ つばき）
神田グループのご令嬢で由行の彼女。千夏らとは別の学校に通う高校2年生。自身も全国レベルのテニスプレーヤー。由行に近づく千夏が気に入らない。
遠藤 小雪（えんどう こゆき）
千夏の妹。中学3年生。マイペースな姉に対してしっかり者。育の千夏に対する気持ちを知っており、踏ん切りのつかない育にやきもきしている。
立川 アキ（たちかわ あき）
テニス部の先輩。高校2年生。裏表のない性格で、女子テニス部の中心人物。千夏によく振り回される。地区大会では千夏とダブルスを組む。
必殺三人衆（ひっさつさんにんしゅう）
由行を倒すため、椿が刺客として地区予選に送り込んだ神田テニスクラブのベスト3。それぞれがジュニアで活躍している。隊長の後藤は、椿への思いから由行を快く思っておらず、勝利のためには手段を選ばなかった。
花沢 ケイ（はなざわ けい）
神田テニスクラブのL.A姉妹校に通う日系人で、椿が送り込んだ最終兵器。由行の県大会3回戦の相手。由行とは違い、非常に楽しそうにテニスをする。神田テニスクラブのコーチ曰く「天才」。

## 単行本
- 天然ビターチョコレート 1 ISBN 409136554X (2001/09/26)
- 天然ビターチョコレート 2 ISBN 4091365558 (2002/02/26)
- 天然ビターチョコレート 3 ISBN 4091365566 (2002/06/26)
  - 読み切り作品『コンビニS』『Happy? Happy!!』収録

## 単行本同時収録
コンビニS
『別冊少女コミック』2002年2月号 掲載
冬休みに入り、毎日が死にそうなくらい退屈な4人の高校生、理名・ユミ・修二・健。いつものようにコンビニの前に座り込んでだべっていると、着物を着た老婦人に20万円のバイトを持ちかけられる。バイトの内容は、おばあさんの屋敷に1週間泊まり込み大掃除を手伝うこと。
4人はナンパで知り合い、理名は何となく修二と付き合い始めたが、修二は今も他の女からのメールが絶えない。イラついていた理名はユミに暴言を吐いてしまい、1週間が終わる頃には、4人の仲には亀裂が走っていた。
Happy? Happy!!
『デラックス別冊少女コミック』2001年2月1日号 掲載
入学式の日、笑顔がキュートな男子に一目惚れしたトモ。彼の誕生日に思い切って告白しようと勇み立つが、寸前に他校に彼女がいると分かり、あっさり失恋。そのまま友達関係が続くが、気持ちはその後も吹っ切れない。